# Ivan Milutinović
Ivan Milutinović - Milutin, črnogorski komunist, revolucionar, prvoborec, partizan, narodni heroj, * 27. september 1901, Stijena, Črna gora, † 23. oktober 1944, Donava pri Beogradu.

## Življenjepis
Diplomiral je na beograjski Pravni fakulteti. Leta 1923 je postal član KPJ. Večkrat je bil zaprt zaradi revolucionarnega delovanja.
Med vojno je bil na visokih partijsko-političnih položajih. Bil je član Politbiroja CK KPJ, Vrhovnega štaba NOV in POJ in NKOJ (pooblaščenec za narodno gospodarstvo ter namestnik pooblaščenca za finance). Smrtno se je ponesrečil se je pri prehodu Donave, ko je naletel na plavajočo mino. 
Mesto Berane v črnogorskem delu Sandžaka se je v letih 1949 do 1992 po njem imenovalo Ivangrad.